# Дю Плесси, Дрикус
Дри́кус дю Плесси́ (англ. Dricus du Plessis; род. 14 января 1994 года, Хэтфилд, Претория, ЮАР) — южноафриканский боец смешанных единоборств, выступающий в средней весовой категории под эгидой Ultimate Fighting Championship. Бывший чемпион Extreme Fighting Championship в полусреднем и среднем весах, а также бывший чемпион KSW в полусреднем весе. Бывший чемпион UFC в среднем весе. Занимает 1 строчку официального рейтинга UFC в среднем весе и 11 строчку официального рейтинга UFC среди лучших бойцов независимо от весовой категории (англ. pound-for-pound).

## Биография
Родился в Хэтфилде, Претория. Начал заниматься дзюдо в возрасте 5 лет, а в 14 лет перешел в кикбоксинг. Стал юношеским чемпионом мира WAKO 2012 года, но выбрал смешанные единоборства, когда понял, что в кикбоксинге не заработать. Учился в Университете Претории, где изучал экономику сельского хозяйства, но бросил учёбу на последнем курсе и сосредоточился на бойцовской карьере.
Дрикус — африканер. Семья дю Плесси была старым французским герцогским домом, ставшим гугенотами. После Эдикта Фонтенбло в 1685 году семья переехала в Бранденбург-Пруссию, а затем эмигрировала в голландскую Капскую колонию, будущую ЮАР.
Во время раннего правления Наполеона Бонапарта он искал поддержки у старой французской знати, чтобы те признали его права императора. Наполеон предложил главе дома дю Плесси, занимавшегося фермерством в Стелленбосе — Капскую колонию, чтобы восстановить его титулы и поместья во Франции, однако дю Плесси отказался, предпочтя «свой тихий виноградник на реке Берг блестящим салонам Тюильри».

## Карьера в смешанных единоборствах

### Ранняя карьера
Дю Плесси дебютировал в профессиональных смешанных единоборствах летом 2013 года и менее чем за год одержал четыре победы подряд. Пятую карьерную встречу он провёл на турнире EFC Africa 33 против будущего бойца UFC и чемпиона EFC в среднем весе Гаррета МакЛеллана. Дю Плесси потерпел первое поражение, уступив удушающим приёмом гильотина в третьем раунде.
Спустя два года в июне 2015 года он дебютировал в полусреднем весе на турнире EFC Africa 40, где победил Дино Багаттина удушающим приёмом сзади во втором раунде. Завершив год с рекордом 3-0, дю Плесси вышел на титульный бой с Мартином ван Стаденом за вакантный пояс чемпиона EFC в полусреднем весе и одержал победу в третьем раунде, снова применив гильотину.
Позже дю Плесси должен был защищать свой пояс в бою с одним из бывших чемпионов организации Генри Фадипе, однако поединок был отменён из-за визовых проблем у нигерийского спортсмена.
Дю Плесси вернулся в EFC в 2017 году и победил бразильца Маурисио да Роша-младшего в поединке полусреднего веса. Позднее Дрикус поднялся в среднюю весовую категорию и на турнире EFC Africa 62 встретился с Янником Бахати в бою за титул. Победив гильотиной за 90 секунд, он стал чемпионом EFC сразу в двух весовых категориях.

### Konfrontacja Sztuk Walki
Дю Плесси в апреле 2018 года дебютировал в польской организации KSW, где встретился с действующим чемпионом в полусреднем весе Роберто Солдичем. Южноафриканец одержал победу нокаутом во втором раунде и завоевал чемпионский пояс.
Осенью того же года, в первом бою в статусе чемпиона, состоялся матч-реванш с Солдичем. На этот раз уже хорват нокаутировал Дрикуса в третьем раунде и вернул свой пояс.
Через год в сентябре 2019 года дю Плесси вернулся в среднюю весовую категорию и провёл бой с бразильско-немецким бойцом Жоилтоном Луттербахом. Победил техническим нокаутом во втором раунде.

### Возвращение в Extreme Fighting Championship
После того как Брэндан Лесар победил Гаррета МакЛеллана в поединке за вакантный пояс чемпиона EFC в среднем весе, дю Плесси получил возможность встретиться с ним в бою за объединение поясов. Дрикус одержал досрочную победу, завершив бой удушающим приёмом гильотиной в первом раунде. Таким образом он защитил и официально объединил титул чемпиона EFC в среднем весе.

### Ultimate Fighting Championship
Дебютировал в UFC 11 октября 2020 года на турнире UFC Fight Night: Мораис vs. Сэндхэген в поединке против Маркуса Переса. Дю Плесси одержал победу нокаутом в первом раунде.
Изначально должен был встретиться с Тревином Джайлсом 20 марта 2021 года на UFC on ESPN: Брансон vs. Холланд, однако выбыл из-за проблем с визой. Его заменил Роман Долидзе. Позже бой с Джайлсом был перенесён на турнир UFC 264, который прошёл 10 июля 2021 года. Дю Плесси одержал победу нокаутом во втором раунде, за что получил бонус за «Выступление вечера».
9 апреля 2022 года дю Плесси планировалось свести с Крисом Кёртисом на турнире UFC 273, но Кёртис снялся с боя из-за травмы запястья. Его должен был заменить Энтони Эрнандес, однако в итоге в соперники дю Плесси определили Нассурдина Имавова. За несколько дней до турнира Имавов также выбыл из-за визовых проблем, и новым соперником стал Келвин Гастелум. Однако и этот поединок был отменён после травмы Гастелума за неделю до боя.
2 июля 2022 года дю Плесси встретился с Брэдом Таваресом на турнире UFC 276 и одержал победу единогласным решением судей.
10 декабря 2022 года на UFC 282 дю Плесси победил Даррена Тилла удушающим приёмом сзади в третьем раунде. Поединик был признан «Боем вечера» и принёс южноафриканцу денежный бонус.
4 марта 2023 года на UFC 285 дю Плесси победил Дерека Брансона техническим нокаутом — угол Брансона остановил бой на последних секундах второго раунда.
8 июля 2023 года дю Плесси провёл бой с бывшим чемпионом UFC в среднем весе Робертом Уиттакером на турнире UFC 290. Дрикус победил техническим нокаутом во втором раунде и получил бонус за «Выступление вечера», а также статус официального претендента на титул.
Ожидалось, что следующий бой дю Плесси проведёт за титул против Исраэля Адесаньи на UFC 293, однако из-за травмы ноги он был вынужден отказаться от участия. Вместо него в титульном бою выступил Шон Стрикленд.

### Чемпион UFC
20 января 2024 года на UFC 297 дю Плесси сразился со Шоном Стриклендом за пояс чемпиона UFC в среднем весе. Перед этим, 16 декабря 2023 года, оба бойца присутствовали на UFC 296, где между ними произошла драка в зрительном зале. Стрикланд ударил дю Плесси, после чего был выведен из зала охраной.
На UFC 297 дю Плесси победил Стрикленда раздельным решением судей и стал первым чемпионом UFC из Южной Африки. По данным СМИ, 13 из 23 специализированных изданий отдали победу дю Плесси. Этот бой также получил бонус за «Бой вечера».
18 августа 2024 года на UFC 305 дю Плесси провёл первую защиту титула, встретившись с бывшим чемпионом Израэлем Адесаньей. Дрикус одержал победу в четвёртом раунде, проведя удушающий приём сзади, что стало первой сдачей в карьере Адесаньи.
9 февраля 2025 года на UFC 312 дю Плесси провёл вторую защиту пояса в реванше со Стриклендом, одержав победу единогласным решением судей.
Следующим поединком станет третья защита пояса против непобеждённого претендента Хамзата Чимаева. Бой запланирован на 16 августа 2025 года и станет главным событием турнира UFC 319.

## Титулы и достижения

### Ultimate Fighting Championship
- -  Чемпион UFC в среднем весе (один раз, бывший)
    - Две успешные защиты пояса против Исраэля Адесаньи и Шона Стрикленда.

  - Бонус за «Выступление вечера» (два раза): против Трэвина Джайлса и Роберта Уиттакера;
  - Бонус за «Бой вечера» (два раза): против Дарраена Тилла и Шона Стрикленда.
  - Третий по продолжительности серии побед в истории среднего дивизиона (9);
  - Первый южноафриканский чемпион UFC.

### UFC.com Awards
- 2023: 9 место в рейтинге «Сенсация года» против Роберта Уиттакера;
- 2024: 5 место в рейтинге «Боец года»; 3 место в рейтинге «Сдача года» против Исраэля Адесаньи и 10 место в рейтинге «Бой года» против Исраэля Адесаньи.

### Extreme Fighting Championship
- Чемпион EFC в среднем весе (один раз, одна защита);
- Чемпион EFC в полусреднем весе (один раз).

Konfrontacja Sztuk Walki
- Чемпион KSW в полусреднем весе (один раз);
- Бонус за «Выступление вечера» (один раз): против Роберто Солдича;
- Бонус за «Бой вечера» (один раз): против Роберто Солдича.

### Кикбоксинг
Всемирная ассоциация организаций кикбоксинга (WAKO)
- Юношеский чемпион мира 2012 по правилам К-1 (до 86 кг) — .

## Статистика в профессиональном ММА
По данным Sherdog:
| Боёв 26  | Побед 23 | Поражений 3 |
| -------- | -------- | ----------- |
| Нокаутом | 9        | 1           |
| Сдачей   | 11       | 1           |
| Решением | 3        | 1           |

| Результат | Рекорд | Соперник             | Способ                               | Турнир                                | Дата             | Раунд | Время | Место                          | Примечание                                                                          |
| --------- | ------ | -------------------- | ------------------------------------ | ------------------------------------- | ---------------- | ----- | ----- | ------------------------------ | ----------------------------------------------------------------------------------- |
| Поражение | 23-3   | Хамзат Чимаев        | Единогласное решение                 | UFC 319                               | 17 августа 2025  | 5     | 5:00  | Чикаго, Иллинойс, США          | Утратил пояс чемпиона UFC в среднем весе                                            |
| Победа    | 23-2   | Шон Стрикленд        | Единогласное решение                 | UFC 312                               | 9 февраля 2025   | 5     | 5:00  | Сидней, Австралия              | Защитил (2) пояс чемпиона UFC в среднем весе.                                       |
| Победа    | 22-2   | Исраэль Адесанья     | Сдача (удушение сзади)               | UFC 305                               | 18 августа 2024  | 4     | 3:38  | Перт, Австралия                | Защитил (1) пояс чемпиона UFC в среднем весе.                                       |
| Победа    | 21-2   | Шон Стрикленд        | Раздельное решение                   | UFC 297                               | 20 января 2024   | 5     | 5:00  | Торонто, Онтарио, Канада       | Завоевал пояс чемпиона UFC в среднем весе. «Бой вечера» (2)                         |
| Победа    | 20-2   | Роберт Уиттакер      | Технический нокаут (удары)           | UFC 290                               | 8 июля 2023      | 2     | 2:23  | Лас-Вегас, Невада, США         | «Выступление вечера» (2)                                                            |
| Победа    | 19-2   | Дерек Брансон        | Технический нокаут (остановка углом) | UFC 285                               | 4 марта 2023     | 2     | 4:59  | Лас-Вегас, Невада, США         |                                                                                     |
| Победа    | 18-2   | Даррен Тилл          | Удушающий приём (сзади)              | UFC 282                               | 10 декабря 2022  | 3     | 2:43  | Лас-Вегас, Невада, США         | «Бой вечера» (1)                                                                    |
| Победа    | 17-2   | Брэд Таварес         | Единогласное решение                 | UFC 276                               | 2 июля 2022      | 3     | 5:00  | Лас-Вегас, Невада, США         |                                                                                     |
| Победа    | 16-2   | Трэвин Джайлс        | Нокаут (удары)                       | UFC 264                               | 10 июля 2021     | 2     | 1:41  | Лас-Вегас, Невада, США         | «Выступление вечера» (1)                                                            |
| Победа    | 15-2   | Маркус Перес         | Нокаут (удары)                       | UFC Fight Night: Мораис vs. Сэндхэген | 11 октября 2020  | 1     | 3:22  | Абу-Даби, ОАЭ                  | Дебют в UFC                                                                         |
| Победа    | 14-2   | Брэндан Лесар        | Удушающий приём (гильотина)          | EFC Africa 83                         | 14 декабря 2019  | 1     | 4:15  | Претория, ЮАР                  | Защитил (1) и объединил титул чемпиона Extreme Fighting Championship в среднем весе |
| Победа    | 13-2   | Жоилтон Луттербах    | Технический нокаут (удары)           | KSW 50                                | 14 сентября 2019 | 2     | 3:04  | Лондон, Англия, Великобритания | Возвращение в средний вес                                                           |
| Поражение | 12-2   | Роберто Солдич       | Нокаут (удары)                       | KSW 45                                | 6 октября 2018   | 3     | 2:33  | Лондон, Англия, Великобритания | Утратил титул чемпиона KSW в полусреднем весе. Бой вечера                           |
| Победа    | 12-1   | Роберто Солдич       | Технический нокаут (удары)           | KSW 43                                | 14 апреля 2018   | 2     | 1:37  | Вроцлав, Польша                | Завоевал титул чемпиона KSW в полусреднем весе. Выступление вечера                  |
| Победа    | 11-1   | Янник Бахати         | Удушающий приём (гильотина)          | EFC Africa 62                         | 19 августа 2017  | 1     | 1:30  | Йоханнесбург, ЮАР              | Завоевал титул чемпиона Extreme Fighting Championship в среднем весе                |
| Победа    | 10-1   | Маурисио да Роша мл. | Технический нокаут (удары)           | EFC Africa 59                         | 13 мая 2017      | 1     | 3:58  | Йоханнесбург, ЮАР              |                                                                                     |
| Победа    | 9-1    | Рафал Харатык        | Удушающий приём (гильотина)          | EFC Africa 56                         | 9 декабря 2016   | 2     | 3:34  | Йоханнесбург, ЮАР              | Возвращение в средний вес                                                           |
| Победа    | 8-1    | Мартин ван Стаден    | Удушающий приём (гильотина)          | EFC Africa 50                         | 17 июня 2016     | 3     | 3:59  | Сан Сити, ЮАР                  | Завоевал вакантный титул чемпиона Extreme Fighting Championship в полусреднем весе  |
| Победа    | 7-1    | Бруно Мукулу         | Удушающий приём (сзади)              | EFC Africa 46                         | 12 декабря 2015  | 2     | 2:50  | Йоханнесбург, ЮАР              | Бой в промежуточном весе (79.8 кг)                                                  |
| Победа    | 6-1    | Дино Багаттин        | Удушающий приём (сзади)              | EFC Africa 40                         | 6 июня 2015      | 2     | 3:33  | Йоханнесбург, ЮАР              | Дебют в полусреднем весе                                                            |
| Победа    | 5-1    | Даррен Дэниел        | Удушающий приём (сзади)              | EFC Africa 37                         | 21 февраля 2015  | 1     | 4:50  | Йоханнесбург, ЮАР              |                                                                                     |
| Поражение | 4-1    | Гаррет МакЛеллан     | Удушающий приём (гильотина)          | EFC Africa 33                         | 30 августа 2014  | 3     | 2:12  | Дурбан, ЮАР                    | Бой за титул чемпиона Extreme Fighting Championship в среднем весе                  |
| Победа    | 4-0    | Донавин Хоуки        | Технический нокаут (удары)           | EFC Africa 27                         | 27 февраля 2014  | 1     | 4:50  | Йоханнесбург, ЮАР              |                                                                                     |
| Победа    | 3-0    | ДжейСи Лампрехт      | Удушающий приём (сзади)              | EFC Africa 24                         | 10 октября 2013  | 3     | 1:54  | Йоханнесбург, ЮАР              |                                                                                     |
| Победа    | 2-0    | Бруно Мукулу         | Удушающий приём (сзади)              | EFC Africa 23                         | 12 сентября 2013 | 1     | 2:34  | Йоханнесбург, ЮАР              |                                                                                     |
| Победа    | 1-0    | Тшиканг Макуэбо      | Технический нокаут (травма колена)   | EFC Africa 21                         | 25 июля 2013     | 1     | 1:18  | Йоханнесбург, ЮАР              | Дебют в ММА                                                                         |